# Osvaldo Golijov
Osvaldo Golijov (* 5. prosince 1960 La Plata) je argentinsko-izraelský skladatel současné klasické hudby.

## Životopis
Osvaldo Golijov se narodil v židovské rodině. Vyrůstal v La Platě v Argentině. Jeho rodina se do Argentiny přistěhovala ve 20. letech 20. století. Golijova matka, učitelka klavíru, byla rumunského původu. Otec pocházel z Ukrajiny a byl lékař.
Již v mládí se projevil jeho zájem o hudbu, obzvláště o komorní klasickou hudbu, židovskou liturgii a klezmer. Studoval hru na klavír na laplatské konzervatoři a kompozici u Gerarda Gandiniho.
Roku 1983 se přestěhoval do Izraele. Společně s Markem Kopytmanem studoval v jeruzalémské Rubinově akademii, kde se začal zajímat o míšení různých hudebních tradic. Roku 1985 se oženil se Silvií Golijovovou a rok nato se přestěhoval do Spojených států. Tam získal doktorát na Pensylvánské univerzitě po studiích u amerického skladatele George Crumba.
Na začátku 90. let započal svou spolupráci s dvěma hudebními tělesy: Kronos Quartetem a Kvartetem sv. Vavřince. Album Yiddishbuk vydané v roce 2002 na počest desetileté spolupráce Golijova s Kvartetem svatého Vavřince bylo nominováno na cenu Grammy v kategorii komorní hudba.
Ve spolupráci s Kronos Quartetem byly vydány tři nahrávky: The Dreams a Prayes of Isaac the Blind se slavným klezmerovým klarinetistou Davidem Krakauerem, Caravan a Nuevo. Kvarteto šířilo Golijovovu hudbu také prostřednictvím spolupráce s různými dalšími interprety, např. s rumunskou cikánskou kapelou Taraf de Haïdouks, mexickou rockovou skupinou Café Tacuba, Zakirem Hussainem a legendárním argentinským skladatelem, kytaristou a producentem Gustavem Santaolallou, se kterým Golijov průběžně spolupracoval na mnoha rozmanitých projektech.
Sopranistka Dawn Upshawová inspirovala Golijova ke kompozici Three Songs for Soprano and Orchestra, opery Ainamadar, cyklu Ayre a dalších populárních písní a skladeb.
Bouřlivý ohlas měla premiéra La Pasión según San Marcos roku 2000. Golijovova verze Markových pašijí se hrála na Festivalu evropské hudby u příležitosti 250. výročí úmrtí Johanna Sebastiana Bacha. Speciálně pro tuto skladbu Golijov angažoval perkusionistu Mikaela Ringguista pod taktovkou Maríi Guinandové. Nahrávka vydaná pod značkou Hänssler Classic obdržela cenu Grammy a nominaci na Latin Grammy roku 2002.
Pro premiéru Ayre založil Golijov další hvězdné uskupení: The Andalucian Dogs. Se zpěvačkou Dawn Upshawou měla opera premiéru v Zankelově síni v Carnegie Hall a nahrávka této skladby, vydaná společností Deutsche Grammophon, byla roku 2005 nominována na Grammy.
O rok později vydala stejná společnost Ainamadar, opět s Upshawovou, která zpívala roli Margarity Xirgu. Dalšími sólisty byli Kelly O'Connor jako Federico García Lorca a Jessica Riveraová jako Nuría, Atlantský symfonický orchestr a sbor řídil Robert Spano, který s Golijovem úzce spolupracoval již celé desetiletí. Nahrávka obdržela dvě ocenění Grammy, za nejlepší operní nahrávku a nejlepší soudobou skladbu.
Golijov obdržel velké množství zakázek od vedoucích hudebních uskupení a institucí v USA i Evropě. Úzce spolupracuje s dirigentem Miguelem Harth-Bedoyou a Alan Gilbert, zpěvačkami Lucianou Souzaovou, Alexandrou Montanovou a Biellou da Costa, violoncelisty Yo-Yo Ma, Mayou Beiserovou, Alisou Weilersteinovou a Mattem Haimovitzem, Kayhanem Kalhorem, bubeníkem Jameyem Haddadem a mnoha dalšími. Spolupracuje s hudebními tělesy jako Atlantský symfonický orchestr, Bostonský symfonický orchestr nebo Chicagský symfonický orchestr. Jeho hudba se hraje na mnoha festivalech. V lednu 2006 Lincolnovo centrum uspořádalo vyprodaný festival s názvem The Passion of Osvaldo Golijov, kde jeho práci předvedlo mnoho umělců, hrála se jeho komorní hudba, tango a klezmer. Londýnský Barbican Centre Golijovově hudbě věnoval dva večery na počátku roku 2006 a Atlantský symfonický orchestr hraje jeho hudbu po celou sezónu.
V roce 2007 komponoval koncert pro violoncello a orchestr názvem Azul pro Yo-Yo Ma a Bostonský symfonický orchestr, hudbu k filmu Francise Forda Coppoly Mládí bez mládí a skladbě Rose of the Winds pro Chicagský symfonický orchestr.

## Dílo

### Sólový zpěv a orchestr
- Oceana (1996), 27 minut, text Pablo Neruda
- La Pasión San Marcos (2000), 87 minut; americká premiéra roku 2001 v bostonské Symphony Hall se zpěvačkou Lucianou Souzaovou

### Opera
- Ainamadar (2003), 80 minut; světová premiéra 10. srpna 2003 na Tanglewoodském festivalu soudobé hudby pod taktovkou Miguela Harth-Bedoyi

### Filmové soundtracky
- Muž, který plakal (2000)
- Temnota (2002)
- Mládí bez mládí (2007)

### Sólové nástroje
- Omaramor (1991), 8 minut – sólo pro violoncello; světová premiéra v Painted Bride Centru ve Philadelphii 11. listopadu 1991 s čelistou Michalem Schmidtem
- Levante (2004), 4:40 minut – sólo pro klavír; světová premiéra v Jordan Hall v Bostonu s pianistkou Veronicou Jochumovou

### Komorní hudba bez zpěvu
- Ballad of the Drowned Solitude (1989), 12 minut; světová premiéra v Barbican Centre v Londýně s Londýnskou sinfoniettou, dirigent Oliver Knussen
- Yiddish Ruakh (1990), 12 minut; premiéra v Tanglewood Music Center 1990
- Yiddishbbuk (1992), 14 minut; premiéra na Tanglewoodském hudebním festivalu 27. července 1992 s Kvartetem sv. Vavřince
- Third World (1993), 10 minut; skladba pro dva klavíry
- The Dreams and Prayers of Isaac the Blind (1994), 33 minut; světová premiéra na Šlesvicko-holštýnském hudebním festivalu konaném 10.–11. srpna 1994 s klarinetistou Giorou Feidmanem a Clevelandským kvartetem
- K'vakarat (1994), 8 minut; premiéra ve Wexner Center for the Arts v Columbusu 27. ledna 1994
- November (1994), 25 minut; skladba pro dva klavíry s taneční produkcí, premiéra na Mnichovském bienále
- Last Round (1996), 14 minut; premiéra v Adrian Boult Hall v Birminghamu 25. října 1996 s Birminghamskou skupinou soudobé hudby pod taktovkou Stefana Asburyho
- Fish Tail (1998), 10 minut; premiéra v Santa Fe v létě 1998 s Davidem Leisterem na kytaru a Eugenií Zukermanovou na flétnu
- Din (1998), 7 minut; premiéra na Festivalu komorní hudby Spoleto v Charlestonu s Kvartetem sv. Vavřince, pianistou Stevenem Prutsmanem, Osvaldem Golijovem a Toddem Palmerem na zvonky
- Rocketekya (1998), 8 minut; premiéra v Merkin Hall v New Yorku 18. listopadu 1998, skladba pro klezmerový klarinet (David Krakauer), housle a violu
- Doina (1999), 4:30 minut; světová premiéra s Kronos Quartetem
- Mariel (1999), 8 minut; skladba pro violoncello a xylofon, při premiéře v newyorské Merkin Hall s Mayou Beiserovou a Stevem Schickem
- Lullaby and Doina (2001), 7:30 minut; premiéra v Jordan Hall Center v Bostonu, duben 2001, s Bostonskými komorními symfoniky
- K'in Sventa Ch'ul Me'tik Kwadalupe (2002), 6 minut; světová premiéra v Hancherově auditoriu v Iowě 2. března 2002 s Kronos Quartetem
- Tenebrae (2002), 12 minut; dvě verze skladby. Premiéra v Dock Theateru 1. června 2002
- Tekyah (2004), 5 minut; světová premiéra v televizním vysílání pro země EU 27. ledna 2005, skladba pro klarinet (Krakauer), 3 trubky a 2 pozouny

### Komorní hudba se zpěvem
- Ballad of the Drowned Solitude (1989), 12 minut; premiéra v londýnském Barbican Centre s Londýnskou sinfoniettou a Oliverem Knussenem
- There is Wind and There are Ashes in the Wind (1991), 11 minut; skladba pro klarinet a klavír
- Av Horachamin (1994), 12 minut; premiéra s Kronos Quartetem a Mikhailem Alexandrovichem
- K'vakarat (1994), 8 minut; premiéra ve Wexner Center for the Arts v Columbusu 27. ledna 1994 s Kronos Quartetem
- How slow the wind (2001), 8 minut; světová premiéra s Dawn Upshawovou a Minnesotským orchestrem pod vedením Alana Gilberta
- Lúa Descolorida (2002), 6 minut; skladba má dvě verze pro soprán a klavír a pro soprán a smyčcový kvartet. Při premiéře v březnu 2002 v Minneapolis účinkovali Dawn Upshawová a Minnesotský orchestr pod vedením dirigenta Alana Gilberta
- Luce (2001), 8:30 minut; skladba pro dva klavíry a soprán či dva klavíry a baryton
- Tenebrae (2002), 12 minut; verze pro soprán, klarinet a smyčcový kvartet nebo jen pro smyčcový kvartet. Světová premiéra se zpěvačkou Courteney Budovou, Toddem Palmerem a Kvartetem sv. Vavřince
- Ayre (2004), 40 minut; světová premiéra v Zankel Hall v New Yorku 31. března 2004 se zpěvačkou Dawn Upshawovou a The Andalucian Dogs

### Skladby pro orchestr
- Cronicas (1990), 16 minut; premiéra na Dnech světové hudby v Norsku roku 1990. Skladba pro 22 smyčcových nástrojů
- Death of the Angels (1996), 6:40 minut, Last Round (1996), 14 minut; premiéra v Adrian Boult Hall 25. října 1996. Skladby pro smyčcový orchestr
- Night the Flying Horses (2002), 8 minut; premiéra v Minnesotě s Dawn Upshaw, minnesots. orchestrem a dirigentem Alanem Gilbertem

### Skladby pro sólo a orchestr
- Amor Americano (1991), 25 minut; premiéra v listopadu v Painted Bride Arts Center ve Philadelphii s dvěma smyčcovými soubory pod taktovkou Miquela Harth-Bedoyi
- The Dream and Prayers (1994), 33 minut; světová premiéra na Šlesvicko-Holštejnském hudebním festivalu r. 1994 se zpěvačkou Giorou Feidman a clevelandským kvartetem
- How Slow the Wind (2002), 8 minut, Lúa Descolorida (2002), 6 minut, Night of the Flying Horses (2002), 8 minut, Three songs for Soprano and Orchestra (2002), 23 minut; premiéra skladeb proběhla v březnu 2002 v Minneapolis s Dawn Upshaw, minnesots. orchestrem pod vedením Alana Gilberta
- Three Arias From St. Mark Passion (2000), 16 minut; světová premiéra Green Umbrella Concert Series v Los Angeles roku 2001 se zpěvačkami L. Souzou, J. Riverou a losangeleským filharmonickým orchestrem
- Rumba Mariana (2003-Ainamadar), 8 minut; skladba má dvě verze pro soprán a piáno. Premiéra proběhla s Dawn Upshaw a Atlantským symfonickým orchestrem pod vedením Roberta Spana

### Sbor
- Mounes (1989), 16 minut; při premiéře roku 1989 řídila univerzitní absolventský sbor Silvia Golijovová.
- Cantata de los Inocentes (1990), 30 minut; premiéra ve Filadelfii s Mendelssohnovým sborem a dirigentem Alanem Harlerem
- Coral del Arrecife (1996-Oceana), 8 minut; premiéra 27. června 1996 na Oregonském bachovském festivalu, sbor řídila Maria Guinandová
- Demos Gracias (2000), 5 minut; skladba pro sbor a dva bubeníky

## Diskografie
- Ainamadar (000642902), Deutsche Grammophon
- Oceana (000906902), Deutsche Grammophon
- Ayre (000478209), Deutsche Grammophon
- La Passión según San Marcos (98404), Hanssler Classic
- Yiddishbbuk (573562), EMI
- The Dreams and Prayers of Isaac the Blind (79444), Nonesuch
- Nuevo. Kronos Quartet (79649), Nonesuch
- Holocaust. A Music Memorial Film from Auschwitz, BBC
- Kronos Caravan (79490), Nonesuch
- The Man Who Cried (soundtrack, SK61870), Sony Classical
- Voices of Light. Dawn Upshaw (79812), Nonesuch
- Night Prayers. Kronos Quartet (79346), Nonesuch
- World to Come. Maya Beiser (B0000CABC4), Koch Int'l Classics
- Goulash. Matt Haimovitz, Oxingale
- Anthem. Matt Haimovitz (1238), Oxingale
- Klezmer Concertos and Encores (B000C508L), Naxos